# イカモニュメント (函館市)
イカモニュメントは、北海道函館市の函館港若松ふ頭にあるモニュメントである。

## 解説
1989年（平成元年）度から1990年（平成2年）度にかけてまとめられた、450人の市民からの631件、19団体からの31件の提言をもとに、1992年（平成4年）度から1993年（平成5年）度にかけて、国のふるさと創生事業（ふるさと創生一億円事業、正式名称「自ら考え自ら行う地域づくり事業」）の交付金の一部を活用、特産のイカをモチーフとしたモニュメントが総額約6964万円で設置された。当初の完成は1993年（平成5年）8月を予定していたが、同年7月12日発生の北海道南西沖地震の影響で1994年（平成6年）2月になった。
イカがモチーフになった理由は、1988年（昭和63年）当時は青函連絡船の廃止と函館にとっては変革の年であり、今後の街づくりに課題があった。イカ加工（水産加工）が盛んだったこともあり、地元中小企業の経営者たちは国による函館地域のテクノポリス（高度技術集積都市）指定（1984年〈昭和59年〉）にちなんでイカノポリス計画（1987年〈昭和62年〉- 1990年〈平成2年〉）と称して、イカを使った街づくりを考え、推進していた背景がある。よってイカと関連性の強い公園の設置をとの市民要望があった。
デザインはイカが群れあう姿を表現している。夜間はライトアップされ、函館港まつりなどで行われる大規模花火大会の際に観覧場所の一つとして利用されている。1993年（平成5年）の報道によると広場の広さは約520平方メートルあり、広場整備費も含めた総工費は1億2000万円であった。
しかし、モニュメント自体は市民の間で賛否両論となった。「観光資源にならない」という反対派市民によって「イカモニュメント建設に反対する会」が結成され、函館市議会の各会派に陳情するだけでは収まらず、1992年（平成4年）に工事費用の公金支出差し止め訴訟（住民訴訟）が起きるという激しい反対運動が展開されたが、認められなかった。20年ほど時が経った2020年（令和2年）に地元出版編集者がモニュメントを利用してスケートボードを楽しむ若者にモニュメントのことを訊ねたところ、その存在意図や経緯を知らなかった。
龍野 (1996) などによると、市はふるさと創生1億円を「主に歴史的建造物のライトアップや街路灯強化（1989年〈平成元年〉策定のファンタジー・フラッシュ・タウン基本計画〈F・F・T基本計画〉）に使用した」としている。